# 田代冬彦
田代 冬彦（たしろ ふゆひこ、1952年 - ）は、日本のテレビプロデューサー。TBSホールディングス（TBSHD）執行役員（グループ経営企画局付）、東通代表取締役社長。
神奈川県小田原市生まれ。東京大学文学部フランス文学科卒業。元妻は女優の秋野暢子。

## 来歴・人物
1977年4月、TBSに入社（金平茂紀、井沢元彦、三雲孝江、吉川美代子、神津栄子は同期）。入社後はバラエティ、ドラマ等で数多くの番組を手がける。
チーフプロデューサー、編成局宣伝部長、編成局長、TBSテレビ（TBSの組織再編で、放送事業の運営を目的として設立された子会社）の取締役執行役員編成制作本部副本部長兼制作局長、TBSHD執行役員兼TBSビジョン代表取締役社長を経て現在はTBSHD執行役員グループ経営企画局付兼東通代表取締役社長。
1983年に女優の秋野暢子と結婚。1女をもうけたが、2001年に離婚。その後、2002年に一般人女性と再婚。(現在に至る)
ドラマ『パパはニュースキャスター』（第8話）で、鏡竜太郎から担当番組のあまりの低俗ぶりに叱責される編成部員の役（本人役）で出演している。
佐野史郎とは、田代が学生時代在籍していたシェイクスピア・シアター時代からの友人。ドラマ『ずっとあなたが好きだった』で佐野が演じ、「冬彦さん現象」として一大ブームになった「冬彦」の名前は、同ドラマのプロデューサーだった貴島誠一郎が、田代の名前から名付けたもの。

## 過去の担当番組

### 演出
- 結婚したい男たち
- セーラー服通り
- 21世紀プロジェクト 年越し30時間生放送!!テレビのちから（総合演出）

### プロデューサー
- クイズ悪魔のささやき（途中からは制作）
- 上岡龍太郎がズバリ!（途中からは制作）
- うたばん（途中からは制作）
- おサイフいっぱいクイズ! QQQのQ

### チーフプロデューサー
- ウンナンの気分は上々。

### 制作
- しあわせ家族計画